# Apanteles macromphaliae
Apanteles macromphaliae är en stekelart som beskrevs av Silva Figueroa 1917. Apanteles macromphaliae ingår i släktet Apanteles och familjen bracksteklar. Inga underarter finns listade i Catalogue of Life.